# Rutidoderes squarrosus
Rutidoderes squarrosus är en insektsart som först beskrevs av Carl von Linné 1771.  Rutidoderes squarrosus ingår i släktet Rutidoderes och familjen Pyrgomorphidae. Inga underarter finns listade i Catalogue of Life.

## Bildgalleri

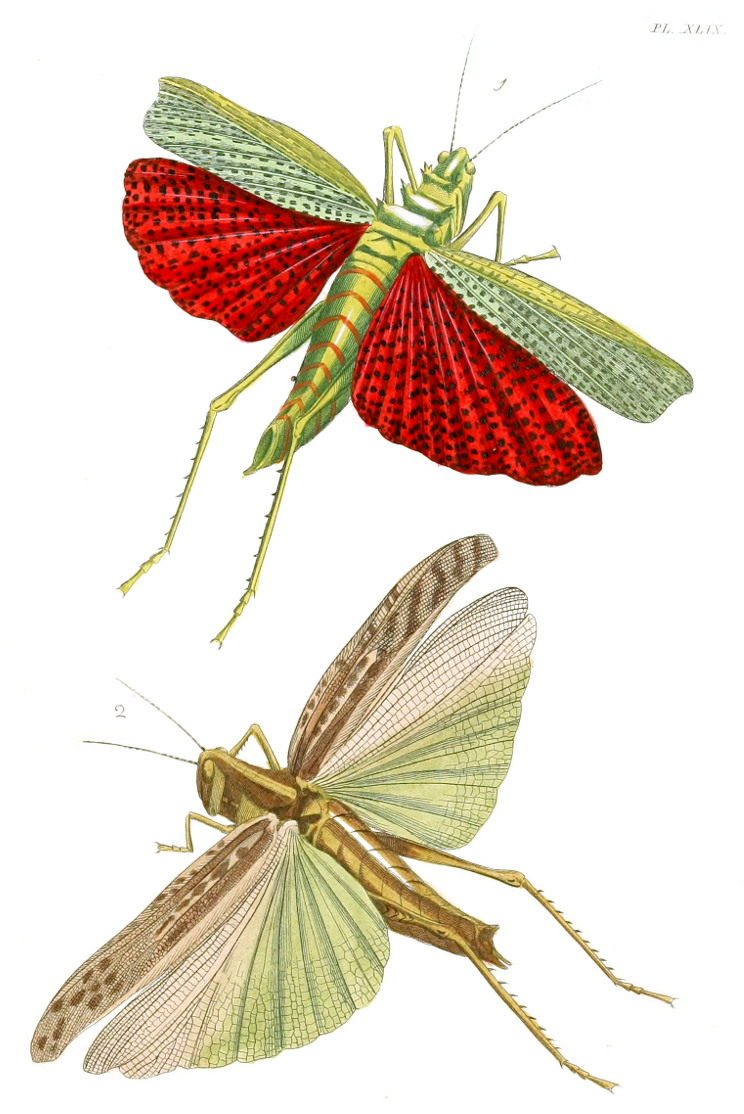